# Аютла-де-лос-Либрес (муниципалитет)
Аютла-де-лос-Либрес (исп. Ayutla de los Libres) — муниципалитет в Мексике, штат Герреро, с административным центром в одноимённом городе. Численность населения, по данным переписи 2010 года, составила 62 690 человек.

## Общие сведения
Название Ayutla с языка науатль можно перевести как: где много черепах, в дальнейшем к названию было добавлено Libres, в знак зародившегося здесь освободительного движения.
Площадь муниципалитета равна 1052 км², что составляет 1,65 % от площади штата. Он граничит с другими муниципалитетами Герреро: на севере с Кечультенанго и Акатепеком, на востоке с Сан-Луис-Акатланом, на юге с Куаутепеком и Флоренсио-Вильярреалем, и на западе с Текоанапой.

## Учреждение и состав
Муниципалитет был образован в 1850 году, в его состав входит 128 населённых пунктов, самые крупные из которых:
| Код INEGI | Населённый пункт                                                         | Численность населения (2005 год) | Численность населения (2010 год) |
| 012       | Всего                                                                    | 55 974                           | 62 690                           |
| 0001      | Аютла-де-лос-Либрес (исп. Ayutla de los Libres) (административный центр) | 13 227                           | 15 370                           |
| 0014      | Колотепек (исп. Colotepec)                                               | 2 690                            | 2 808                            |
| 0051      | Тонала (исп. Tonalá)                                                     | 1 366                            | 2 176                            |
| 0016      | Эль-Кортихо (исп. El Cortijo)                                            | 1 737                            | 1 979                            |
| 0007      | Ла-Асосука (исп. La Azozuca)                                             | 1 775                            | 1 924                            |
| 0044      | Лос-Тепетатес (исп. Los Tepetates)                                       | 1 665                            | 1 852                            |
| 0037      | Сан-Хосе-ла-Асьенда (исп. San José la Hacienda)                          | 1 737                            | 1 979                            |

## Экономическая деятельность
По статистическим данным 2000 года, работоспособное население занято по секторам экономики в следующих пропорциях: сельское хозяйство, скотоводство и рыбная ловля — 5,6 %, промышленность и строительство — 18,7 %, сфера обслуживания и туризма — 72,9 %.

## Инфраструктура
По статистическим данным 2010 года, инфраструктура развита следующим образом:
- электрификация: 88,5 %;
- водоснабжение: 80,5 %;
- водоотведение: 44 %.

## Туризм
Основные достопримечательности:

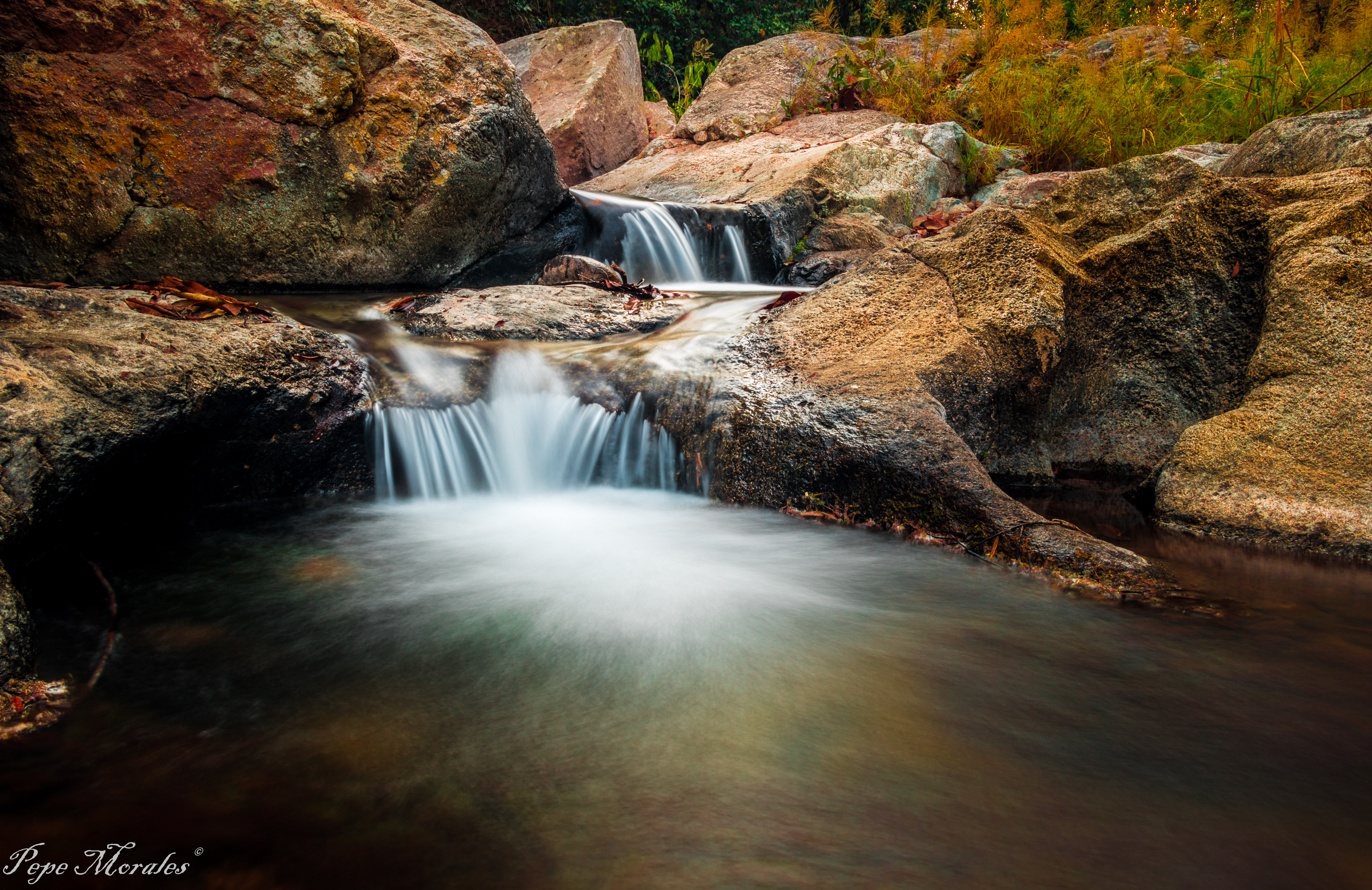
Водные перекаты на реке Аютла

- кафедральный собор, построенный в 1763 году;
- скальные надписи ацтеков в Эль-Сальто и Чильпансингито;
- перекаты на реке Аютла.